# Paulette Libermann
Pour les articles homonymes, voir Libermann.
Paulette Libermann (Paris, 14 novembre 1919 - Montrouge, 10 juillet 2007) est une mathématicienne française spécialisée dans la géométrie différentielle,,,. Elle est la première ancienne élève de l'École normale de Sèvres à soutenir une thèse en mathématiques et à occuper une chaire dans l'enseignement supérieur.

## Biographie
Pauline Lucienne Libermann naît à Paris le 14 novembre 1919, l'une des trois filles d'une famille juive française d’origine russe et ukrainienne, installée à Paris depuis la fin du XIXe siècle.
Paulette Libermann meurt le 10 juillet 2007, dans une maison de retraite à Montrouge près de Paris.

## Carrière
Elle commença ses études au lycée Lamartine puis, en 1938, à l'École normale supérieure de jeunes filles à Sèvres, un collège pour la formation de femmes se destinant à l'enseignement, où elle fut l’élève d’Élie Cartan, André Lichnerowicz et Jacqueline Ferrand. En 1940, durant la guerre, l'école renvoya les élèves dans leur famille et Libermann retourna à Lyon quelques mois. Elle y passe les certificats de "calcul différentiel" et de "mécanique rationnelle". De retour à Sèvre, elle passe le certificat de physique générale et prépare son diplôme d'études supérieures. Elle fut empêchée de se présenter à l'agrégation de sciences et de devenir enseignante, à cause des lois anti-juives instituées par le gouvernement de Vichy. Au lieu de cela, elle commença à faire des recherches sous la supervision d'Élie Cartan. En 1942, elle et sa famille fuient encore une fois Paris pour Lyon, où ils se cachent des Nazis pendant deux ans sous une fausse identité. À la libération de Paris en 1944, Libermann retourne à Sèvres et rejoint la promotion 1941 pour passer l’agrégation 1944.
Reçue au concours, elle enseigne brièvement à Douai puis, après deux ans d'études avec J. H. C. Whitehead à l'Université d'Oxford, elle retourne à un poste d'enseignant à Strasbourg. Mais à l'encouragement de Cartan, elle poursuit ses recherches, publiant son premier livre en 1949, et quittant l'enseignement pour un poste de chercheur au Centre national de la recherche scientifique en 1951, et achevant sa thèse de doctorat en géométrie symplectique Sur le problème d'équivalence de certaines structures infinitésimale, en 1953, à l'université Louis-Pasteur de Strasbourg, sous la supervision de Charles Ehresmann. Elle obtient un poste de professeur à l'Université de Rennes, puis à l'université de Paris en 1966. Lorsque l'université se divise en 1968, elle passe à l'université Paris-Diderot, dont elle prend sa retraite en 1986.

## Travaux
Spécialiste de géométrie différentielle et de géométrie symplectique, ses travaux ont porté notamment sur la théorie des jets, les connexions d'ordre supérieur, le presque parallélisme, ou encore le feuilletage de Libermann (feuilletage symplectiquement complet).

## Publications
Paulette Libermann publie 2 livres et 69 articles dans des journaux spécialisés. Elle a rédigé l'article de l'Encyclopedia Universalis sur la géométrie différentielle classique des courbes et surfaces.
Entre autres :
- avec Charles-Michel Marle[12]: Géométrie symplectique. Bases théoriques de la mécanique. (Symplectic Geometry and Analytic Mechanics. Reidel, Boston 1987).

## Hommages
- Prix Charles Dupin (1968), attribué par l'Académie des Sciences, pour ses travaux de géométrie différentielle[13].
- Colloque Paulette Libermann, Héritage et descendance, organisée par l'Institut de Recherche Mathématique Avancée, à Paris, du 7 au 12 décembre 2009.